# Отело
Вижте пояснителната страница за други значения на Отело.
„Трагедията на Отело, мавъра от Венеция“ (на английски: The Tragedy of Othello, the Moor of Venice) е трагедия от Уилям Шекспир, писана около 1603 – 1604 година.
Състои се от 5 действия и е написана в бял стих и петстъпен ямб, като отделни места са в проза. Първото известно представление на пиесата се е състояло в „Уайтхол Палас“ в Лондон на 1 ноември 1604 г. Първото издание е от 1622 година.

## Място на действието
Действието се развива във Венеция и Кипър.

## Действащи лица
- Отело – мавър
- Брабанцио – баща на Дездемона
- Касио – почетен лейтенант
- Яго – злодей
- Родериго – измамен благородник
- Дожът на Венеция
- Сенатори
- Монтан – комендант на Кипър
- Кипърски благородници
- Лодовико и Грациано – венециански благородници
- Моряци
- Шут
- Дездемона – съпруга на Отело
- Емилия – съпруга на Яго
- Бианка – куртизанка
- Сенатори, венециански граждани, кипърски благородници, моряци, вестители, свирачи, офицери, войници, свита.

## Сюжет
Първо действие
Пиесата започва на улица във Венеция в разгара на спор между Родериго и Яго. Родериго е отчаян, тъй като току-що е научил, че любимата му Дездемона, която се е надявал да спечели с помощта на Яго, се е омъжила за мавъра Отело – генерал, при когото Яго служи. Яго уверява Родериго, че мрази мавъра и негодува, че Отело е направил свой лейтенант не него, а неопитния Майкъл Касио. Двамата отиват пред къщата на Дездемона и с викове събуждат нищо неподозиращия за сватбата на дъщеря си Брабанцио. Той отначало не вярва на думите им, че е бил ограбен, но скоро открива, че дъщеря му наистина я няма. Убеден, че е била подмамена с магия, той тръгва с Родериго към дома на Отело. Междувременно Яго отива при Отело и го предупреждава за гнева на Брабанцио. В дома на Отело пристигат първо Касио, придружен от офицери, със съобщението, че дожът на Венеция вика генерала при себе си, и после Брабанцио и Родериго. Конфликтът между хората на Отело и на Брабанцио изглежда неизбежен, но Отело успява да го предотврати. Всички се запътват към двореца на дожа. Събранието на дожа и сенаторите, които обсъждат турските военни маневри в Средиземно море, е прекъснато от появата на Отело, Яго, Касио, Родериго, Брабанцио и офицерите. Брабанцио излага жалбата си. Дожът дава думата на Отело, който обяснява как като чест гост в дома на Брабанцио с разказите за приключенията си е успял да спечели сърцето на Дездемона. Влиза самата Дездемона, която потвърждава, че се е омъжила за Отело по собствена воля. Брабанцио неохотно приема решението на дъщеря си, с което въпросът приключва. Дожът праща Отело на остров Кипър, за да го защитава от турците. Дездемона ще го придружава. На сцената остават Родериго и Яго.относно Дездемона, иска му пари и произнася първия си монолог, в който изразява ненавистта си към Отело, засяга слуховете, че мавърът е бил любовник на жена му, и излага плана си да накара Отело да вярва, че Касио е любовник на Дездемона, и да го съсипе.
Второ действие
На кипърския бряг Монтано научава от новодошлия Касио, че турците са загубили флотата си в разразилата се буря. Пристига корабът на Дездемона, Яго, Емилия и Родериго. Залп оповестява пристигането и на Отело. Докато го очакват, Яго критикува лицемерната и измамна природа на жените въобще. Касио отвежда настрана Дездемона, за да поговорят за пристигането на Отело, и я хваща за ръка. Яго решава да използва този жест, за да вплете Касио в мрежите си и да му отнеме лейтенантския чин. Отело пристига, поздравява Дездемона, благодари на кипърци за гостоприемството и нарежда на Яго да разтовари кораба. Останал насаме с Родериго, Яго го уверява, че скоро на Дездемона ще ѝ омръзне да бъде с Отело, ще поиска да бъде с друг мъж и изборът ѝ ще се спре на Касио. Яго убеждава Родериго в нечистите намерения на Касио спрямо Дездемона и го уговаря същата вечер да се скара с лейтенанта, което ще доведе до изпадането на Касио в немилост. В монолог Яго изразява тайното си желание към Дездемона, породено отчасти от слуховете, че Отело е спал с Емилия; но ако Яго не може да си отмъсти със същата монета, подозрението, което ще посее Родериго, че Касио е спал с Дездемона, ще докара Отело до лудост. Глашатай възвестява, че Отело организира празненство същата вечер в чест на освобождаването на Кипър от турците и на сватбата си с Дездемона. Отело оставя Касио на пост по време на гуляя. Двамата младоженци се оттеглят да консумират брака си. Въпреки протестите на Касио Яго успява да го накара да пие и го праща да доведе още свои другари. В монолог Яго разкрива плана си да напие Касио и да го злепостави. Намеренията му се осъществяват: докато пияният Касио преследва Родериго, наръгва опитващия се да предотврати свадата Монтано. Идва Отело и пита какво става. Уж неохотно, Яго му разказва. Отело отстранява Касио от служба. Изпраща събудената Дездемона обратно и отива да се погрижи за раната на Монтано. На сцената остават Касио и Яго. Касио оплаква изгубената си репутация, а Яго го съветва да се обърне за ходатайство към Дездемона, тъй като тя има влияние над съпруга си. В монолог Яго изразява задоволството си от това, че Касио ще прекарва повече време с Дездемона, тъй като това допринася за осъществяването на намеренията му. Влиза Родериго ядосан, защото е бил бит и защото Яго е взел всичките му пари. Яго го успокоява с думите, че всичко върви по план. Останал отново сам, той излага замисъла си да убеди Емилия да се застъпи за Касио пред Дездемона и да направи Отело свидетел на молбата на Касио към Дездемона.
Трето действие
За да си възвърне благоразположението му, Касио изпраща музиканти да свирят под прозореца на Отело. Генералът изпраща шута си да ги отпрати. Касио моли шута да убеди Емилия да се види с него, за да може той да я помоли за среща с Дездемона. Току-що влезлият Яго казва, че веднага ще повика Емилия и ще отведе Отело настрани, за да даде възможност на Касио да поговори с Дездемона насаме. Веднага след излизането на Яго влиза Емилия, която съобщава на Касио, че Отело и Дездемона са обсъждали случилото се, Дездемона се е застъпила за него, обаче Отело смята, че популярността на Монтано в Кипър правят повторното назначаване на Касио неуместно. Емилия въвежда Касио в дома на Отело и му нарежда да чака Дездемона. Отело изпраща Яго да занесе няколко писма и отива да види укреплението на града. Дездемона обещава на Касио да направи всичко по силите си, за да му помогне. Преди Отело и Яго да приближат, Касио от неудобство си тръгва. На съмнението на Отело дали е видял Касио да се разделя с жена му Яго казва, че Касио не би се държал гузно пред него. Дездемона моли съпруга си да прости на Касио и да му върне лейтенанския чин. Мавърът изглежда скланя, но не обещава нищо конкретно. С недомлъвки Яго намеква на Отело за любовна връзка между Касио и Дездемона, припомня му и че по време на ухажването именно Касио е бил посредник между двамата съпрузи, и го съветва да наблюдава внимателно жена си, когато тя е с бившия лейтенант. Отело нарежда на Яго с последното да се заема Емилия и останал сам се отдава на тъжни размисли: може би Дездемона не го обича вече, защото той е стар и черен, и няма изтънчени обноски. Съпругата му го вика за вечеря, но Мавърът се оплаква от главоболие. Дездемона предлага да привърже главата му с кърпичката си, но Отело отказва. Двамата излизат, а Емилия прибира кърпичката, за да задоволи прищявката на Яго, който преди това многократно я е подтиквал да я открадне и да му я даде. Докато Яго злорадо крои да сложи кърпичката в стаята на Касио, влиза Отело, обзет от ярост. Той заявява, че душата му се измъчва и че е по-добре да бъде напълно измамен, отколкото да има подозрения без доказателства.
Мавърът иска да види с очите си как жена му изневерява. Яго отвръща, че това е невъзможно, но дава други доказателства: в съня си Касио викал Дездемона, стискал Яго за ръката и го целувал по устните, взимайки го за Дездемона. Отело изпада в гняв, Яго му обръща внимание, че това сигурно е било само сънят на Касио, след което казва, че е видял Касио да бърше брадата си в кърпичката на Дездемона, първия подарък на Отело за нея. Побеснял, мавърът жадува за кръв. Той коленичи и се заклева да отмъсти на Дездемона и Касио. Яго се заклева да помага на господаря си. Отело провъзгласява Яго за лейтенант. Дездемона изпраща шута да каже на Касио, че тя се е застъпила за него. Влиза Отело и изисква от Дездемона кърпичката, но тя не може да я намери. Отело разкрива историята на кърпичката: египетска магьосница я е подарила на майка му с думите, че докато тя пази кърпичката, съпругът ѝ ще ѝ бъде верен, изгуби ли я, той ще я напусне; на смъртното си легло майката на свой ред подарява кърпичката на Отело със заръката той да я подари на жената, за която ще се ожени. Дездемона настоява, че кърпичката е у нея, но побеснелият Отело не ѝ вярва. Отело напуска сцената, а на току-що влезлия Касио Дездемона обяснява, че мъжът ѝ е в лошо настроение, но тя ще уреди среща помежду им. Емилия изразява предположение, че гневът на Отело се дължи на ревност, но господарката ѝ категорично го отхвърля. Докато Касио чака Отело, влиза Бианка и го укорява, че не я посещава често. Той я моли да копира бродерията на кърпичка, която е намерил в стаята си, на друга кърпичка. Двамата се уговарят да се видят вечерта.

## Критика
Английската дума „moor“, която се превежда на български като „мавър“, по времето на Шекспир е означавала човек с мургава кожа, без да се конкретизира етническият му произход, нито расовата му принадлежност.
Основни теми в трагедията са междурасовите отношения, ревността, комуникацията между хората.